# Würenlingen
Würenlingen est une commune suisse du canton d'Argovie, située dans le district de Baden.

## Industrie

Photo aérienne (1964).

Avec la construction de la voie ferrée Turgi-Waldshut et l'ouverture de la station de Siggenthal entre W. et Untersiggenthal, se développa autour de cette gare, sur ces deux communes, la localité de Siggenthal Station, reliée par bus à Endingen et plus tard à Baden. L'industrialisation se traduisit par l'installation de fabriques de pierre artificielle, d'un moulin, d'une charpenterie métallique, d'une fabrique de meubles et d'entreprises du bâtiment. La carrière du Bärengraben, exploitée de 1912 à 1956 par une fabrique de ciment Portland, fut comblée dès 1963 d'ordures et de déchets spéciaux (décharge assainie de 1993 à 2003). La société Reaktor, fondée en 1955, devint en 1960 l'Institut fédéral de recherches en matière de réacteurs et en 1988 l'Institut Paul Scherrer, qui se consacre aux technologies nucléaires (recherche, formation, applications médicales).
Depuis 2001 le Zwilag, un des sites suisses d'entreposage provisoire de déchets nucléaires, géré par la société Zwischenlager Würenlingen AG, est situé dans la commune.

## Crash du21 février 1970
Une bombe placée par le Front populaire de libération de la Palestine explose neuf minutes après le décollage du vol Swissair SR-330 reliant Zurich à Tel Aviv-Jaffa, et endommage irrémédiablement le Convair CV-990 Coronado immatriculé HB-ICD « Basel-Land ». L'avion s'écrase dans une forêt à proximité de Würenlingen, tuant les quarante-sept occupants de l'appareil. La bombe était destinée à un avion de la compagnie israélienne El Al, mais à cause de retard de ce dernier le bagage cachant l'explosif a été chargé à bord du vol Swissair.

## Fusillade du 9 mai 2015
Dans la nuit du 9 au 10 mai 2015 vers 23 heures, un père de famille de 36 ans a abattu ses beaux-parents, son beau-frère et un voisin avant de se suicider. L'homme a tiré 6 coups de feu avec une arme de poing. L'homme originaire du canton de Schwyz était connu de la police suisse pour des violences en 2007, des menaces en 2012 et était sous tutelle. De plus, le 2 avril 2015, la police avait perquisitionné son domicile à la recherche d'armes sans en trouver. Ce drame fait écho à une affaire similaire en 1985 dans la même commune où un agent immobilier avait abattu le mari de son amante et deux prostituées, il avait écopé de 20 ans de prison.